# Sphenomorphus undulatus
Sphenomorphus undulatus — вид сцинкоподібних ящірок родини сцинкових (Scincidae). Ендемік Папуа Нової Гвінеї.

## Поширення і екологія
Sphenomorphus undulatus мешкають на півдні Нової Гвінеї. Вони живуть у вологих рівнинних тропічних лісах.